# This Song
Singles de George Harrison
This Guitar (Can't Keep from Crying)
(1975) Crackerbox Palace
(1977)
Pistes de Thirty Three & 1/3
Beautiful Girl See Yourself
This Song est une chanson de George Harrison parue en 1976 sur son album Thirty Three & 1/3. Elle a ensuite été publiée en single dans une version raccourcie et a atteint la 25e place dans les charts. Elle n'est en revanche pas entrée dans les charts britanniques.
La chanson est une réponse aux controverses et ennuis judiciaires qui ont suivi la publication et le succès de My Sweet Lord en 1970.

## Classements
| Classement (1976-77)      | Meilleure place |
| ------------------------- | --------------- |
| États-Unis (Hot 100)      | 25              |
| Canada (RPM Top 100)      | 30              |
| France (IFOP)             | 44              |
| Pays-Bas (Single Top 100) | 30              |
| Pays-Bas (Single Tip)     | 9               |